# Emilio del Valle
Emilio Jesús del Valle Rodríguez (Madrid, 26 de diciembre de 1960) es un político español, alto funcionario de la comunidad autónoma de Cantabria y diputado de la xiv legislatura de las Cortes Generales.

## Biografía
Licenciado en Derecho por la Universidad Complutense de Madrid, Emilio del Valle ingresó en el Cuerpo Técnico Superior-Derecho (Grupo A) de la Administración del Gobierno de Cantabria en julio de 1987, donde se desempeña como jefe de Servicio de Administración General de Patrimonio desde noviembre de 1990.
A lo largo de la década de 1990 ocupa los cargos de secretario general técnico de la Consejería de Economía, Hacienda y Presupuesto del Gobierno de Cantabria y director regional de Patrimonio y Contratación.
Tras las elecciones de 1995, el Partido Popular de Cantabria y el Partido Regionalista de Cantabria llegaron a un acuerdo para formar un gobierno de coalición presidido por José Joaquín Martínez Sieso (PP) y con Emilio del Valle como Consejero de Presidencia, cargo en el que permaneció hasta 1999.
Posteriormente, tras las elecciones de 2011, Ignacio Diego accede por mayoría absoluta a la Presidencia del Gobierno de Cantabria. El 30 de junio de 2011, después de 12 años alejado de la política, Emilio del Valle fue nombrado Secretario General de Economía, Hacienda y Empleo del Gobierno de Cantabria.
En marzo de 2019 fue confirmado como «cabeza de lista» a las elecciones al Congreso por Cantabria en representación de Vox. En las siguientes elecciones celebradas en noviembre volvió a concurrir como número 1 en la lista de Vox, siendo elegido diputado en el Congreso para la XIV Legislatura.
En noviembre de 2022, el Comité Ejecutivo Nacional de Vox lo designó presidente de la formación en Cantabria.

### Declaraciones sobre el cambio climático
Desde su perfil de Twitter, del Valle se ha mostrado escéptico acerca de la posibilidad de un cambio climático antropogénico. En sede parlamentaria también ha cuestionado la veracidad de los argumentos que avalan el calentamiento global, aportando para ello datos sin rigor científico o procedentes de bulos propagados por las redes sociales.